# Хантингтон, Арчер
Арчер Хантингтон (англ. Archer Milton Huntington; 1870—1955) — американский предприниматель, покровитель искусства и благотворитель.

## Биография
Родился 10 марта 1870 года в Нью-Йорке. Сын Арабеллы Хантингтон и пасынок Коллиса Хантингтона.
Ещё подростком Арчер был очарован испанской культурой во время путешествия с родителями по Испании и Мексике. Он выучил испанский и арабский языки, чтобы ближе познакомиться с этой культурой. В 1904 году он основал Испанское общество в Америке (англ. Hispanic Society of America).
Будучи обеспеченным человеком, много занимался благотворительностью. Был главным благодетелем Американской академии искусств и литературы и Американского нумизматического общества (англ. American Numismatic Society). В 1932 году он основал скульптурный парк Brookgreen Gardens в заповедной местности штата Южная Каролина. В 1930 году — Морской музей в городе Ньюпорт-Ньюс, штат Виргиния, являющийся одним из крупнейших морских музеев мира. Принял участив в создании в 1937 году премии Poets Laureate der Library of Congress для поэтов США.
Умер 11 декабря 1955 года в Бронксе, Нью-Йорк. Похоронен на кладбище Woodlawn Cemetery.
Интересно, что на протяжении нескольких десятилетий Арчер Хантингтон собирал коллекцию старинных монет, насчитывающую почти 38 тысяч экспонатов и имеющую уникальные экземпляры. 14 февраля 2012 года аукционный дом Sotheby’s выставил коллекцию, оцененную специалистами в $25 — $35 млн, на всеобщее обозрение.

## Филантропия
В 1936 году Хантингтон создал фонд, который учредил ежегодную стипендию для консультанта по поэзии в Библиотеке Конгресса, теперь официально являющегося Поэтом-лауреатом консультантом по поэзии в Библиотеке Конгресса. В 2006 году эта стипендия составляла 40 000 долларов в год, включая зарплату в размере 35 000 долларов и командировочные расходы в размере 5000 долларов.

## Семья
Арчер Хантингтон был дважды женат:
- 6 августа 1895 года женился на Хелене Гейтс (англ. Helen Manchester Gates), дочери преподобного Isaac Gates и его жены Ellen Gates. Как и её мать, Хелен была писательницей. Арчер и Хелена не имели детей и развелись в 1918 году.
- 10 марта 1923 года Арчер женился на скульпторе Анне Хайат. Детей у них тоже не было.